# Crkva sv. Luke Evanđelista u Kolanu
Crkva sv. Luke Evanđelista u Kolanu jest župna crkva sagrađena 1441. godine. Nalazi se u Kolanu na Pagu

## Opis
Sagrađena je 1441. godine.  Župnik Luka Sabalić obnovio je crkvu 1705. godine podigavši je za jedan metar te zamijenivši joj krovne crjepove. Crkva je duga 12, široka 5, a visoka 8 metara. Okružena je grobljem. Zvona su nabavljena 1875. i uzdižu se iznad glavnog ulaza s dva zvonika. U središtu crkve nalaze se tri oltara. U sredini je kip svetoga Luke, a po strani su kipovi sv. Ivana Krstitelja i sv. Josipa te sv. Ćirila i Metoda. Manji kip sv. Josipa na konju nalazi se na vrhu oltara. Bočni su oltari Djevice Marije Karmelske i Srca Isusova. Godine 2007. župna su crkva i okoliš obnovljeni.